# Rhodoveronaea
Rhodoveronaea is een geslacht van schimmels dat behoort tot de onderklasse Sordariomycetidae. De typesoort is Rhodoveronaea varioseptata.

## Soorten
Volgens Index Fungorum telt het geslacht vier soorten (peildatum september 2023):
| Soortnaam                  | Auteur(s)                     | Publicatiejaar |
| -------------------------- | ----------------------------- | -------------- |
| Rhodoveronaea aquatica     | Z.L. Luo, K.D. Hyde & H.Y. Su | 2019           |
| Rhodoveronaea everniae     | Crous & Boers                 | 2021           |
| Rhodoveronaea hainanensis  | J. Ma, K.D. Hyde & Y.Z. Lu    | 2023           |
| Rhodoveronaea varioseptata | Arzanlou, W. Gams & Crous     | 2007           |